# 코미어
코미어는 코미 공화국과 주변 지역에 거주하는 코미인들이 사용하는 언어 또는 언어군으로, 우랄어족의 페름어군에 속한다.
코미어는 몇 개의 방언이 있는데 이 중 코미지리안어가 알려져 있고, 코미 공화국과 페름 지방에서 사용되고 있다. 코미페르먀크어는 페름 지방으로 통합된 코미페르먀크 자치구에서 사용되었다. 용어에 불분명함이 있어서 "코미어"라고 하면 여러 방언의 코미어를 모두 가리키기도 하고 코미지리안어만 가리키기도 한다.
코미어는 우랄어족 핀우고르어파 핀페름어군에 속해 있다. 최초의 기록 작품은 14세기에 스테판 흐라프가 벨리키우스튜크에서 쓴 아부르에 나타나 있다. 스테판은 코미계통의 성으로 바꿨다. 문자는 그리스 문자나 키릴 문자가 쓰였다. 16세기에 이 알파벳은 러시아의 키릴 문자로 대체되었다. 1920년대에는 키릴 문자에서 유래된 몰롯초프 알파벳으로 쓰였지만, 1930년대에 잠시 라틴 문자로 바뀌었다가 1940년대부터는 키릴 문자로 바꿨다. 1940년대에는 키릴 문자에 일부 독특한 문자를 포함시켰다(ex; І, і and Ӧ, ӧ).

## 표기
몰롯초프 알파벳과 키릴 문자: А/а Б/б В/в Г/г de: Ԁ/ԁ dje: Ԃ/ԃ Д/д Е/е Ж/ж zje: Ԅ/ԅ dzje: Ԇ/ԇ И/и j: Ј/ј К/к Л/л lje: Ԉ/ԉ М/м Н/н nje: Ԋ/ԋ О/о П/п Р/р С/с sje: Ԍ/ԍ Т/т tje: Ԏ/ԏ У/у Ф/ф Х/х Ч/ч Ш/ш Щ/щ Ы/ы 

## 같이 보기
- 페름어군
- 고대 페름 문자